# Pylos
Pylos (gr. Πυλος, lin. B pu-ro, wł. hist. Navarino) – miejscowość portowa i zatoka w Grecji, na zachodnim wybrzeżu Peloponezu, w administracji zdecentralizowanej Peloponez, Grecja Zachodnia i Wyspy Jońskie, w regionie Peloponez, w jednostce regionalnej Mesenia. Siedziba gminy Pylos-Nestoras. W 2011 roku liczyła 2345 mieszkańców.

## Pylos okresu mykeńskiego

### Położenie i wykopaliska
Starożytne miasto Pylos z okresu mykeńskiego leżało w głębi lądu, w odległości 17 km od współczesnego Pylos, około 9 km na północny wschód od zatoki i około 3 km od współczesnej miejscowości Chora.
Odkryto tam pozostałości starożytnej mykeńskiej cytadeli, ulokowane na wzgórzu o współczesnej nazwie Ano Englianos. Wykopaliska archeologiczne zaczęły się w tym miejscu w 1939. Pylos z epoki brązu zostało odkopane przez Carla Blegena po wznowieniu wykopalisk w 1952. Blegen kontynuował tutaj wykopaliska do 1965.

### Pałac Nestora
Odkrywca nazwał pozostałości dużego mykeńskiego pałacu „Pałacem Nestora” od postaci Nestora, który władał Pylos w poematach Homera. Pałac ten powstał w XV wieku p.n.e., lecz główne jego części pochodzą z czasów późniejszych. Pod koniec XIII wieku p.n.e. wraz z całym kompleksem uległo zniszczeniu archiwum pałacowe, w resztkach którego jednak zachowały się gliniane tabliczki pokryte pismem linearnym B (w sumie zachowało się ponad 1200 sztuk). Tabliczki te, znalezione przez Blegena, ujawniły, że miejsce to rzeczywiście było nazywane Pylos przez mykeńskich mieszkańców.
Odkryte zabudowania pałacowe nie posiadały, jak inne budowle mykeńskie, potężnych murów obronnych. Pierwotnie pałac miał dwa piętra, z których przetrwały ściany metrowej wysokości. Ściany były zbudowane z kamienia pokrytego od wewnątrz tynkiem i drewnianą boazerią. W skład zespołu pałacowego wchodziły trzy kompleksy budowli i ponad 40 pomieszczeń: sale, komnaty, magazyny, warsztaty. Całkowita długość kompleksu wynosiła 170 m, a szerokość w najszerszym miejscu – 90 m.
Monumentalne wejście, po którego lewej stronie znajdowały się archiwa glinianych tabliczek, prowadziło na dziedziniec. Po prawej stronie od wejścia do dziedzińca przylegała łazienka (zachowała się terakotowa wanna) oraz pomieszczenie królowej. Na wprost wejścia znajdował się megaron. Megaron miał długość około 13 m, a jego centrum zajmowało palenisko, którego zewnętrzny brzeg pokryto reliefem w kształcie spirali. Nad paleniskiem znaleziono otwór z kominem wykonanym z połówek glinianych rur. Pod jedną ze ścian znajdował się tron, zaś ściany były ozdobione freskami, a posadzka pokryta była stiukiem w geometryczne wzory. Wzdłuż ściany zbudowano balkon.
Do ciekawych fresków odnalezionych w pałacu należą: tzw. Lirnik – przedstawienie mężczyzny grającego na lirze; ekspresyjna scena batalistyczna z udziałem mykeńskich żołnierzy walczących z innymi wojskami; Procesja z Pylos – przedstawienie szeregu kobiet i mężczyzn biorących udział w ceremonii. Oprócz pomieszczeń mieszkalnych odkryto także warsztaty i magazyny (z amforami na wino i pitosami na oliwę). W pobliżu pałacu odkryto grób kopułowy z kamiennym sarkofagiem. Pałac został zniszczony około 1200 p.n.e. Miejsce to zostało całkowicie opuszczone po VIII wieku p.n.e. i było najwidoczniej nieznane w okresie klasycznym.

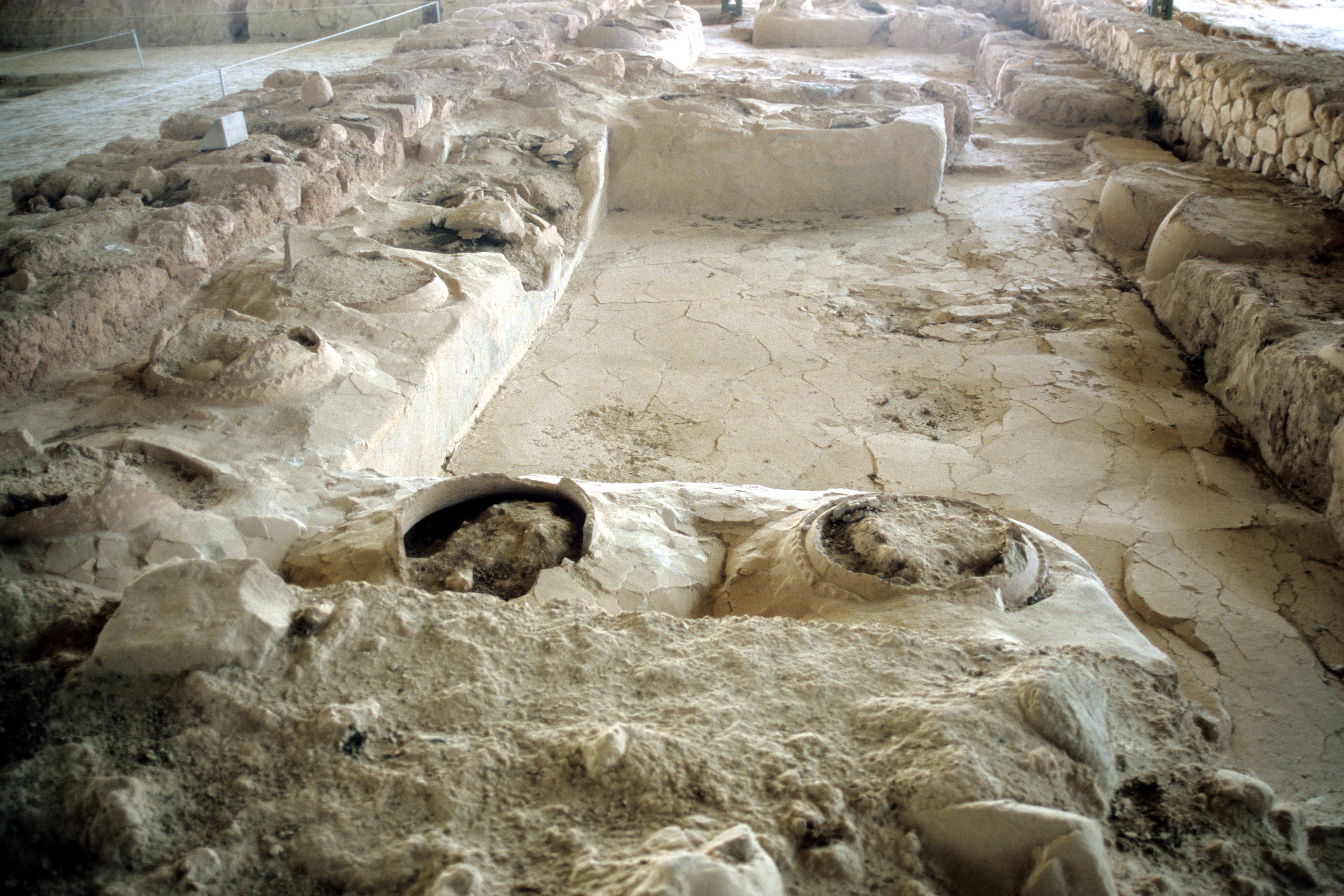
Pozostałości pałacu Nestora
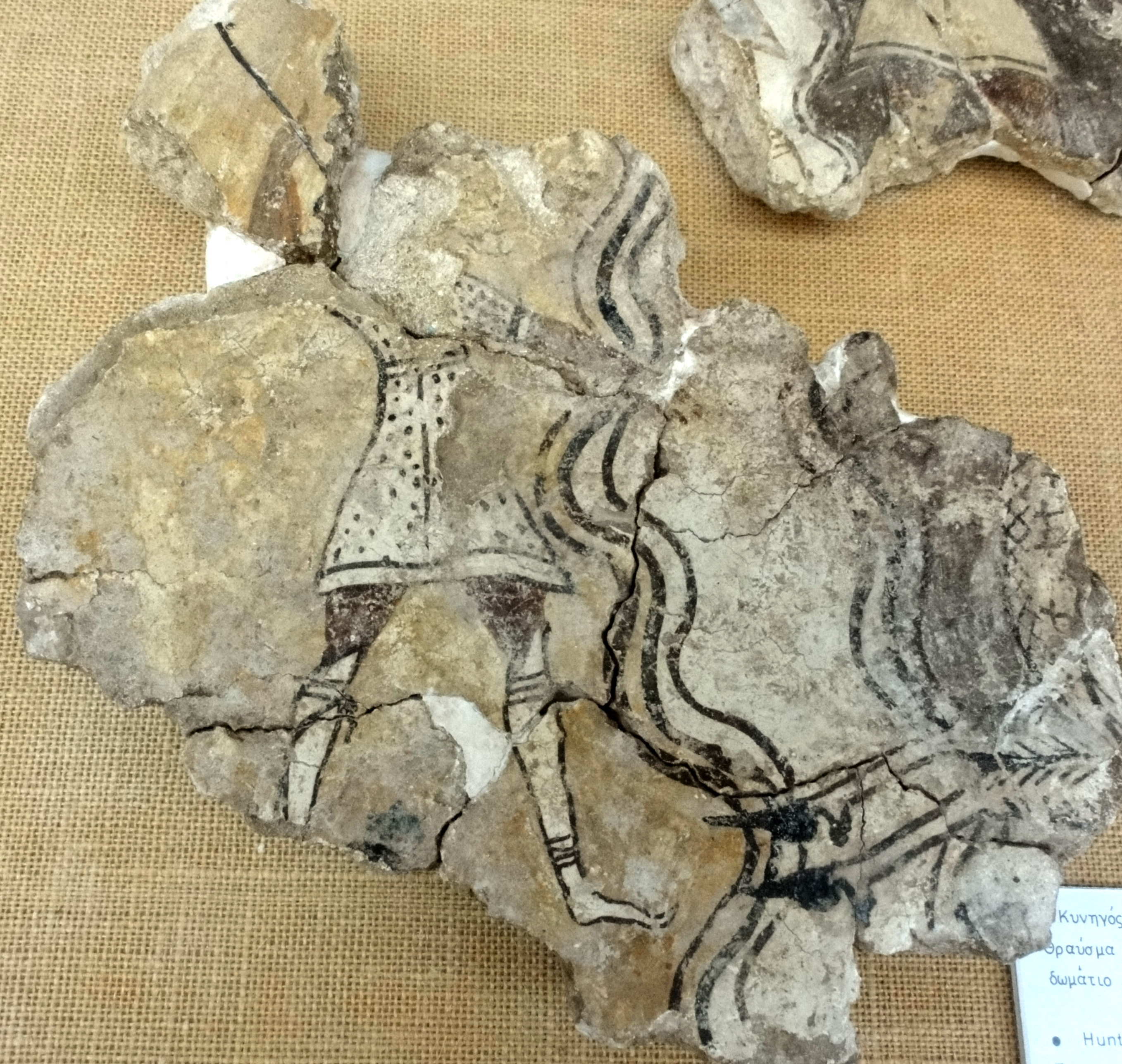
Fresk przedstawiający myśliwego z jeleniem-bykiem, znaleziony w pomieszczeniu 43
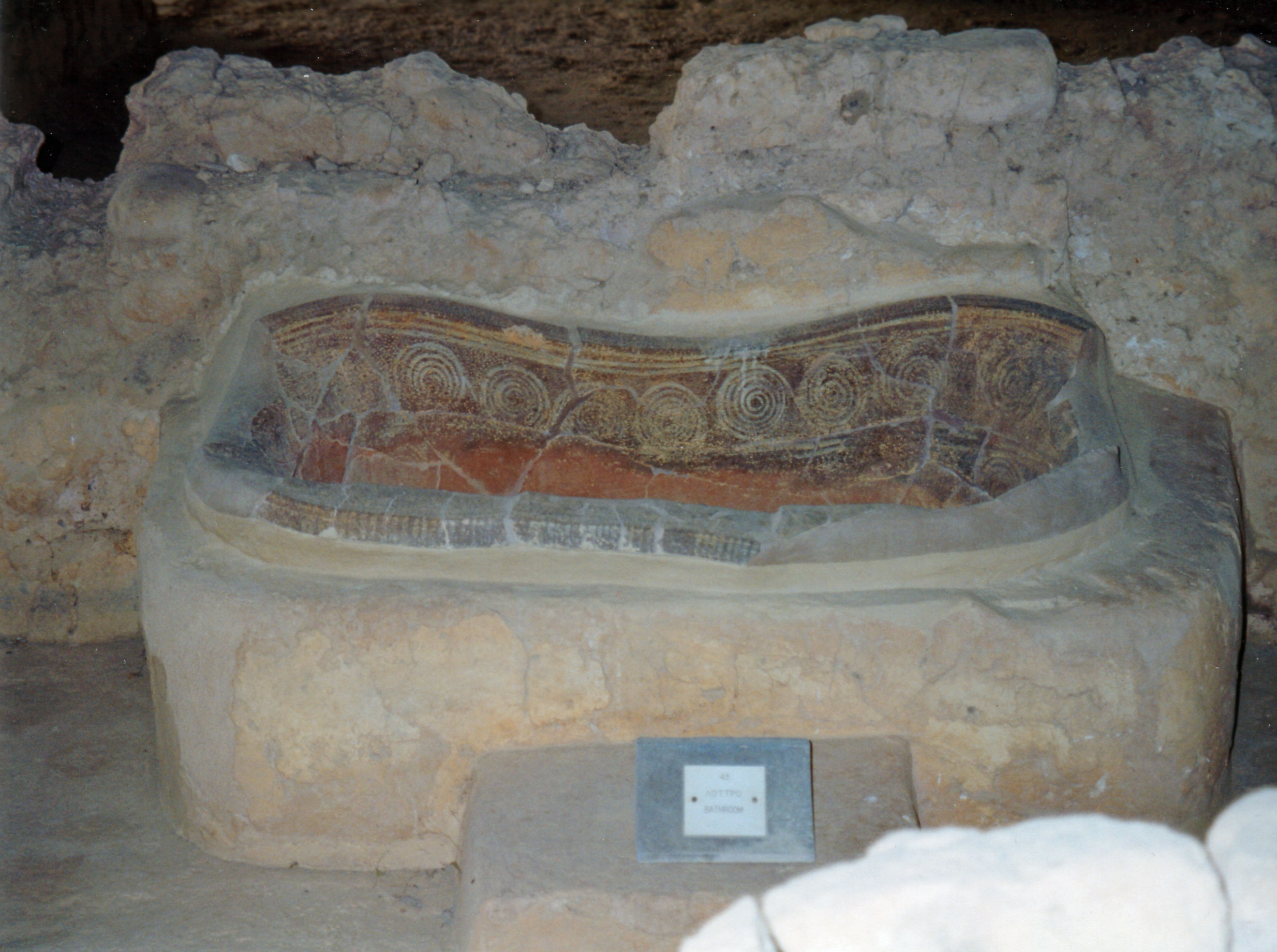
Terakotowa wanna
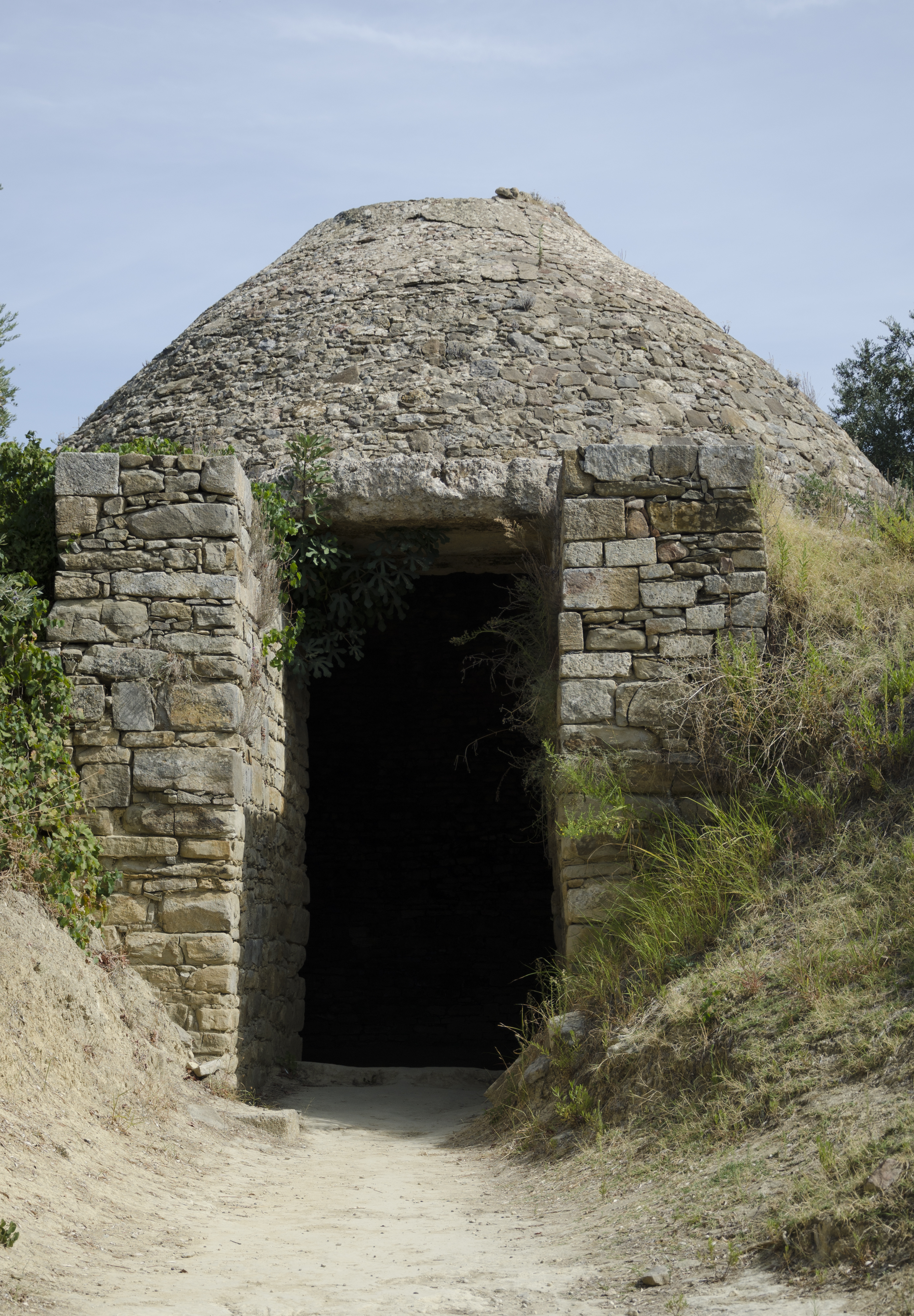
Grobowiec kopułowy z okresu mykeńskiego
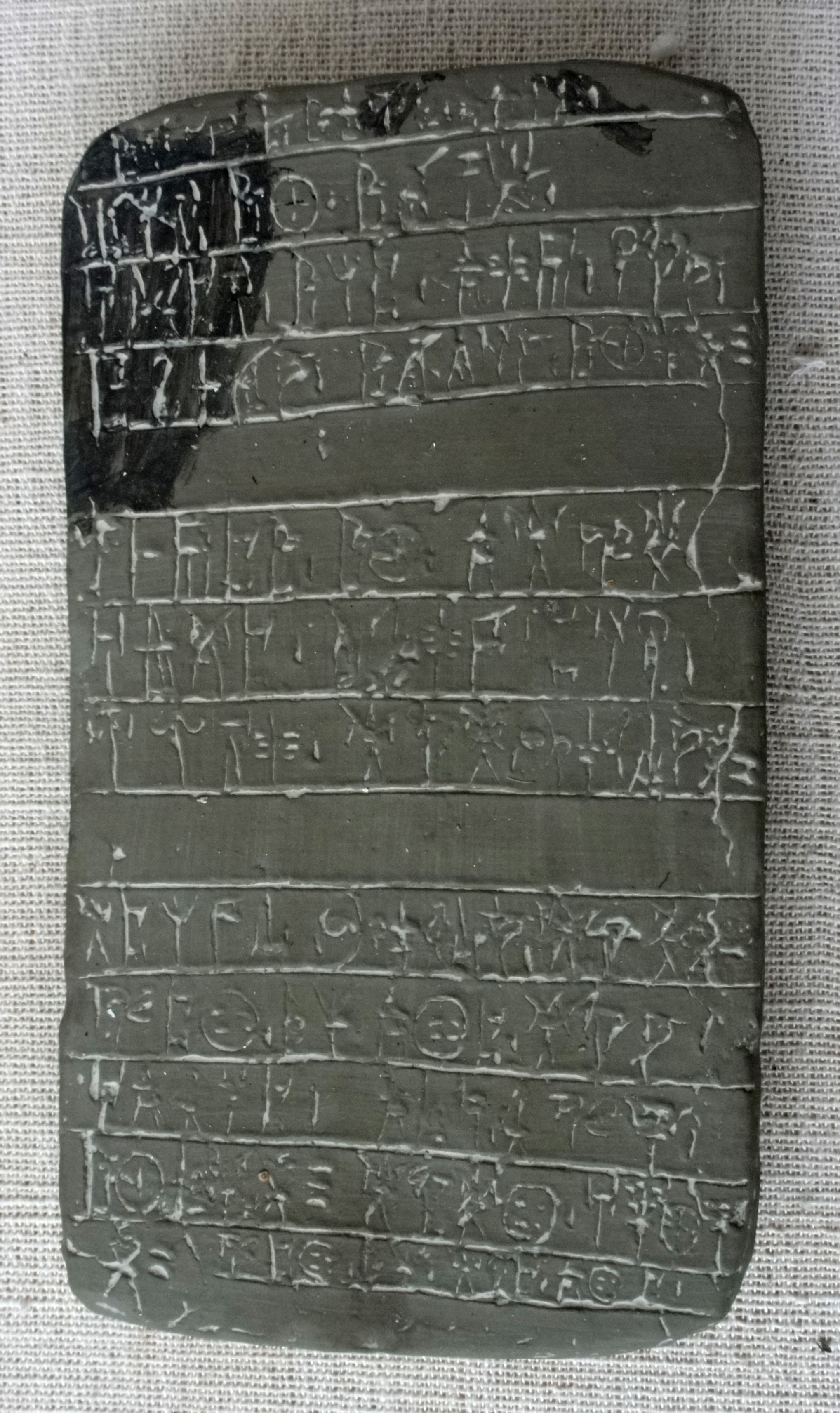
Tabliczka z pismem linearnym B z pałacu

## Pylos okresu klasycznego
Klasyczne Pylos prawdopodobnie znajdowało się na skalistym cyplu znanym obecnie jako Koryfasion na północnym skraju zatoki Pylos. Miejsce to jest opisane przez Tukidydesa w jego Wojnie peloponeskiej. W 425 p.n.e., podczas wojny peloponeskiej, miała tu miejsce bitwa (znana jako bitwa pod Pylos lub pod Sfakterią) pomiędzy wojskami ateńskimi a spartańskimi.

## Pylos nowożytne

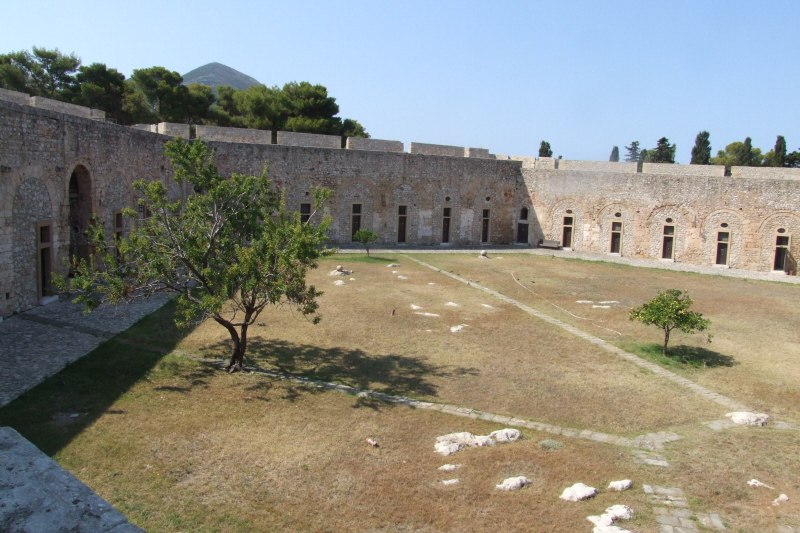
Dziedziniec i kazamaty tureckiej twierdzy w Pylos

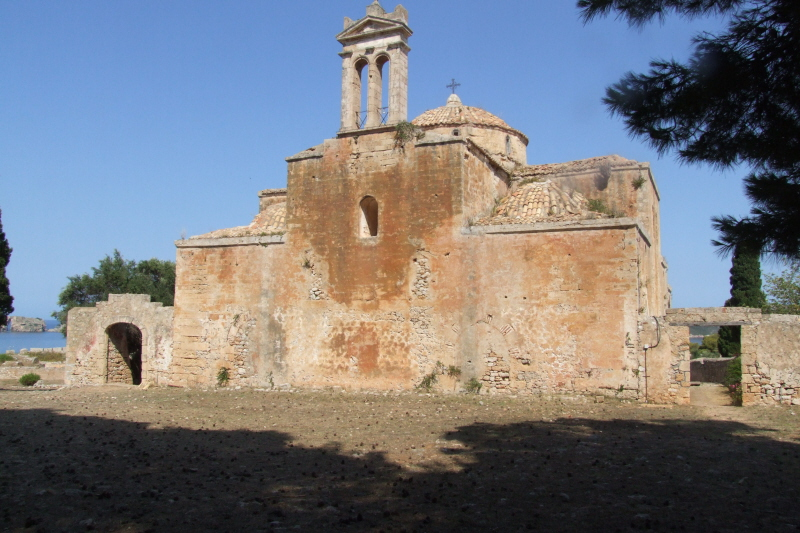
Dawny meczet, obecnie kościół na terenie twierdzy

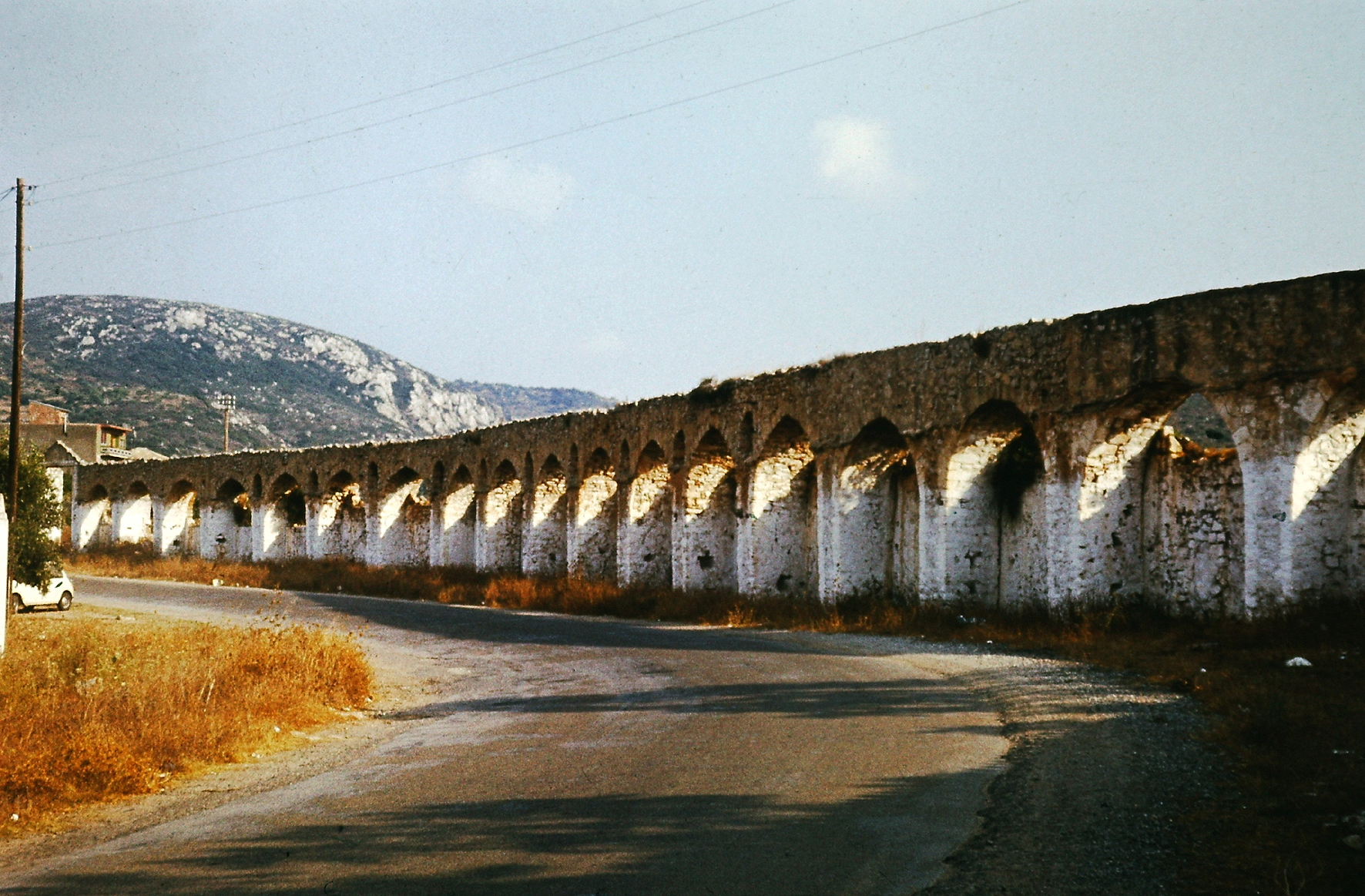
Akwedukt z XVI wieku

W okresie od XII do XV wieku, gdy części Grecji były pod panowaniem weneckim, Pylos stało się znane pod włoską nazwą Navarino. W 1827 zatoka Pylos (Navarino) stała się miejscem bitwy morskiej podczas wojny Grecji o niepodległość.
We współczesnym Pylos, nad oboma krańcami zatoki, zachowały się dwie twierdze: krzyżowców Paleokastro oraz osmańska Neo Kastro.
Paleokastro zostało zbudowane przez krzyżowców w XIII wieku na wzgórzu Korifasion, a 100 lat później zajęli je hiszpańscy kupcy z Nawarry (stąd wzięła się nazwa zatoki i miasta Navarino). Z zamku tego pozostały jedynie fragmenty budowli.
Twierdzę Neo Kastro wybudowali Turcy w XVI wieku. Należy ona do najlepiej zachowanych obiektów tego typu na Peloponezie. W obrębie murów znajduje się m.in. meczet zamieniony na kościół oraz dziedziniec otoczony przez kazamaty. Jeszcze w XX wieku było tu ciężkie więzienie.
W pobliżu plaży u stóp wzgórza Korifasion znajduje się tzw. Grota Nestora z licznymi formami naciekowymi. To w niej, według mitu, mały Hermes ukrył stado krów skradzione Apollinowi.